# Exechia distincta
Espèce
Exechia distincta est une espèce fossile d'insectes diptères de la famille des Mycetophilidae et du genre Exechia.

## Classification
L'espèce Exechia distincta est décrite en 1937 par le paléontologue français Nicolas Théobald (1903-1981) dans sa thèse,. 

### Fossiles
L'holotype My 2 appartient à la collection Förster du service de la carte géologique A. L. et vient des marnes en plaquettes du Sannoisien moyen de la localité de Brunstatt quartier de la banlieue de Mulhouse dans le département du Haut-Rhin en Alsace.

### Confirmation du genreExechia
L'appartenance au genre Exechia est confirmée en 2021 par Sarah Siqueira Oliveira (d) et Dalton de Souza Amorim (d),.

## Description

### Caractères
Diagnose de Nicolas Théobald en 1937,

« Insecte de petite taille, teinte jaunâtre. Tête arrondie, yeux presque contigus. Thorax ovale, fortement bombé. Abdomen allongé, 6 segments (♂), rétrécis vers l'arrière. Pattes longues et grêles. Ailes plus courtes que l'abdomen, nervation identique à celle du g. Exechia ; M ramifiée près de la nervure transversale R-M ; Cu bifurqué plus loin vers le sommet. ».

### Dimensions
La longueur du corps est de 3 mm et la longueur des ailes est de 2,2 mm.

### Affinités
« L'échantillon avait été étiqueté Epicypta cf. nigritella Heer par Förster. Mais il diffère de l'original figué par Förster (pl. XIV, fig. 9) sous ce nom et qui est conservé dans la même collection. Il ne s'agit pas du g. Epicypta dans lequel la nervure Cu se bifurque plus près de la base de l'aile. ».

## Biologie
« Les larves d'Exechia vivent dans les champignons. Ce genre est représenté par une cinquantaine d'espèces répandues en Europe, en Amérique du Nord, en Australie. ».

## Galerie
- Quelques espèces vivantes du genre Exechia.
- Exechia exigua.
- Exechia fusca.
- Exechia fusca - aile.
- Exechia styriaca.

### Publication originale
- [1937] Nicolas Théobald, « Les insectes fossiles des terrains oligocènes de France 473 p., 17 fig., 7 cartes,13 tables, 29 planches hors texte », Bulletin Mensuel de la Société des Sciences de Nancy et Mémoires de la Société des sciences de Nancy, Imprimerie G. Thomas,‎ 1937, p. 1-473 (ISSN 1155-1119 et 2263-6439, OCLC 786027547). .